# SpVgg Schupo Liegnitz
SpVgg Schupo Liegnitz was een Duitse sportclub uit Liegnitz, dat tegenwoordig het Poolse Legnica is.

## Geschiedenis
Na de Eerste Wereldoorlog werd het in Pruisen aangemoedigd om sportverenigingen op te richten voor politieagenten. Er werden verschillende voetbalclubs opgericht, waaronder ook in Liegnitz. De precieze oprichtingsdatum is niet meer bekend, wel dat de club vanaf 1921/22 in de hoogste klasse van Neder-Silezië speelde, een onderdeel van de Zuidoost-Duitse voetbalbond. De club speelde eerst op het terrein van FC Blitz 03 Liegnitz en verhuisde later naar een terrein bij de kazerne.
In 1924/25 werd de club kampioen en plaatste zich, samen met nog vijf andere clubs, voor de eindronde om de titel van Zuidoost-Duitsland. De concurrentie daar was echter te zwaar voor de club en Schupo verloor alle vijf de wedstrijden en werd laatste. In 1927 degradeerde de club uit de hoogste klasse. Wellicht werd de club toen al ontbonden want het jaar erna waren ze niet meer actief in de tweede klasse.

## Erelijst
Kampioen Neder-Silezië
1925